# Velké Chvojno
Velké Chvojno, bis 1948 České Chvojno (deutsch Böhmisch Kahn, 1940–45 Kahn über Bodenbach) ist eine Gemeinde in Tschechien. Sie liegt acht Kilometer nördlich des Stadtzentrums von Ústí nad Labem und gehört zum Okres Ústí nad Labem.

## Geographie

### Lage
Velké Chvojno befindet sich im Norden des linkselbischen Teils des Böhmischen Mittelgebirges. Das Dorf liegt am südwestlichen Fuße des Chvojenec (Kahnberg, 509 m) über dem Tal des Baches Žďárský potok. Im Osten erhebt sich der Pláň (502 m), im Süden der Ostroh (454 m) und im Nordwesten die Nakléřovská výšina (Nollendorfer Höhe, 703 m). Westlich verläuft die Bahnstrecke Děčín–Chomutov.
Nachbarorte sind Poštovní Dům und Libouchec (Königswald) im Norden, Modrá und Čermná (Leukersdorf) im Nordosten, Javory im Osten, Mnichov (München) und Luční Chvojno im Südosten, Arnultovice (Arnsdorf), Neznabohy (Niesenbahn) und Strážky im Süden, Bánov im Südwesten, Žďár und Knínice im Westen sowie Malé Chvojno (Klein Kahn) im Nordwesten.

### Gemeindegliederung
Die Gemeinde Velké Chvojno besteht aus den Ortsteilen und Katastralbezirken:
- Arnultovice (Arnsdorf),
- Luční Chvojno, bis 1948 Německé Chvojno[3], bis 1921 Kamonín (Deutsch Kahn),
- Malé Chvojno (Klein Kahn),
- Mnichov (München)
- Velké Chvojno, bis 1948 České Chvojno (Böhmisch Kahn, 1940–45 Kahn über Bodenbach) und
- Žďár (Saara).

### Nachbarorte
| Malé Chvojno (Klein Kahn) | Libouchec (Königswald)                      | Čermná (Leukersdorf)                                |
|                           | Kompassrose, die auf Nachbargemeinden zeigt |                                                     |
| Žďár (Saara)              | Neznabohy (Niesenbahn)                      | Luční Chvojno (Deutschkahn), Arnultovice (Arnsdorf) |

## Geschichte
Im Jahre 1169 erhielt der Johanniterorden die Bewilligung zur Kolonisation der Waldgebiete am Berg Chwogen. Das Dorf wurde wahrscheinlich in der zweiten Hälfte des 12. Jahrhunderts nach deutschem Recht an der Stelle einer slawischen Vorgängersiedlung angelegt. Zur gleichen Zeit dürften auch die beiden anderen Dörfer am Chwogen bzw. Chwoyen entstanden sein. Die erste schriftliche Erwähnung des Ortes erfolgte 1352 als der Herrschaft Krupka untertäniges Pfarrdorf. 1389 wurde das Dorf als Koyn bezeichnet, im Laufe der Jahre entstand daraus der Name Kahn und später Böhmisch Kahn. Im Jahre 1580 verkaufte Rudolf II. den Rittersitz und Herrenhof Kahn an den Geisinger Bergbauunternehmer Adam Kölbel. Dessen Sohn Rudolf Kölbel, der den Besitz 1591 geerbt hatte, ließ in Kahn eine Feste errichten und kaufte das Dorf Klein Kahn hinzu. Er vereinigte den Besitz zu einem selbständigen Gut, das er an Wenzel d. Ä. Kölbel verkaufte. Nach der Schlacht am Weißen Berg verloren die Kölbel von Geysing ihren Besitz. 1623 kaufte der kaiserliche Leutnant Francois de Couriers auf Schönwald die Feste Kahn mit den zugehörigen Dörfern. Vermutlich erlosch die Feste während des Dreißigjährigen Krieges. In der berní rula von 1654 sind für Böhmisch Kahn 26 Wirtschaften ausgewiesen. Nach den de Couriers folgten die Grafen Wratislaw von Mitrowitz als Besitzer von Schönwald, sie gründeten 1717 in Böhmisch Kahn eine Schule. 1832 wurde in Böhmisch Kahn wieder eine Pfarre eingerichtet, das Patronat übernahm der Grundherr Otto Graf von Westphalen. Am 31. August 1842 zerstörte ein Großfeuer 34 der 37 Häuser des Dorfes. Im nachfolgenden Jahre wurde das Dorf wieder aufgebaut, die Pfarre und Schule folgten 1844. Im Jahre 1847 entstand ein neuer Friedhof. Böhmisch Kahn gehörte bis zur Revolution von 1848/1849 im Kaisertum Österreich zur Allodial-Herrschaft Schönwald, zu der auch die Dörfer Schönwald, Peterswald, Neuhof, Antonstal, Nollendorf, Jungferndorf, Klein-Kahn und Tellnitz (Mitteltellnitz) gehörten. Nach der Aufhebung der Patrimonialherrschaften bildete Böhmisch Kahn / České Chvojno ab 1850 eine politische Gemeinde im Gerichtsbezirk Karbitz bzw. im Bezirk Außig. 1921 bestand das Dorf aus 54 Häusern und hatte 265 Einwohner, die größtenteils Deutschböhmen waren. 1930 lebten in der Gemeinde 292 Menschen. Nach dem Münchner Abkommen wurde Böhmisch Kahn 1938 dem Deutschen Reich zugeschlagen und gehörte bis 1945 zum Landkreis Aussig. 1939 hatte die Gemeinde 265 Einwohner. Aufgrund des Beneš-Dekrets 108 vom 25. Oktober 1945 wurde das gesamte bewegliche und unbewegliche Vermögen der Bewohner, welche fast ausschließlich Deutschböhmen waren, konfisziert, unter staatliche Verwaltung gestellt und in den Jahren 1945/1946 die Bewohner unter Androhung und Anwendung von Gewalt zum Verlassen ihrer Heimat gezwungen. 1948 wurde die Gemeinde dem Okres Ústí nad Labem-okolí zugeordnet und erhielt den neuen Namen Velké Chvojno. Seit 1961 gehört Velké Chvojno wieder zum Okres Ústí nad Labem, zugleich kam Malé Chvojno als Ortsteil hinzu. 1976 erfolgte die Eingemeindung von Žďár. Zwischen 1980 und 1997 war Velké Chvojno mit seinen Ortsteilen nach Libouchec eingemeindet. Seit Beginn des Jahres 1998 besteht die Gemeinde Velké Chvojno wieder und Arnultovice, Luční Chvojno und Mnichov kamen als neue Ortsteile hinzu.

## Sehenswürdigkeiten
- barocke Statue des hl. Johannes von Nepomuk am ehemaligen Schloss Žďár (Villa Fleißner), geschaffen 1748
- Kirche Allerheiligen in Arnultovice, seit 1352 nachweislich
- zwei Sühnekreuze in Arnultovice
- denkmalgeschützte Linde in Arnultovice

### Ehemalige Baudenkmale
- Kirche des hl. Martin in Velké Chvojno, das 1713 vom Baumeister Petr Versa aus Leitmeritz anstelle eines seit 1352 nachweisbaren Vorgängerbaus errichtete Bauwerk verfiel nach dem Zweiten Weltkrieg und wurde 1977 abgerissen. Der desolate Zustand der Kirche inspirierte den Liedermacher Karel Kryl 1968 zu dem Song Anděl.[12]
- Friedhofskapelle in Arnultovice, 1965 abgerissen
- Villa Sommer in Velké Chvojno
- Kapelle des hl. Antonius von Padua in Luční Chvojno, der 1767 errichtete Bau wurde beim Umbau des Dorfplatzes in den Jahren 1973–1974 abgerissen
- Kapelle auf Weg von Luční Chvojno nach Arnultovice, der frühbarocke Bau aus dem 17. Jahrhundert fiel 1978 zusammen
- Pestsäule neben der Kapelle bei Luční Chvojno, sie wurde in den 1970er Jahren bei landwirtschaftlichen Arbeiten beseitigt
- Kapelle an der Windmühle bei Arnultovice, sie fiel 1960 ein